# Бухов, Аркадий Сергеевич
Арка́дий Серге́евич Бу́хов (26 января (7 февраля) 1889, Уфа — 7 октября 1937, Москва) — русский советский писатель, редактор, сатирик, фельетонист.

## Биография
Родился в семье железнодорожника. Учился на юридических факультетах Казанского и Санкт-Петербургского университетов, но курс не окончил. В 1907 году дважды подвергался аресту (по подозрению в принадлежности к РСДРП и партии эсеров), был сослан на Урал.
Широкая известность пришла к Аркадию Бухову во время сотрудничества с журналами «Сатирикон» и «Новый Сатирикон».
После Октябрьской революции и закрытия «Нового Сатирикона» в 1918 году, Аркадий Бухов перебирается в Литву и два года выступает с театральной труппой.
В 1920 году становится издателем и редактором русской газеты в Литве «Эхо» (Каунас), где печатались Иван Бунин, Александр Куприн, Саша Чёрный, Аркадий Аверченко, Игорь Северянин, Тэффи, Владимир Немирович-Данченко и др.
В 1927 году возвращается в СССР, где сотрудничает в советских сатирических изданиях: «Чудак», «Бегемот», «Безбожник», печатается в «Литературной газете», «Известиях».
С 1928 года — секретный сотрудник ОГПУ-НКВД. С 1932 года работает в журнале «Крокодил».
Арестован 29 июня 1937 года Военной коллегией Верховного суда СССР по обвинению в шпионаже «в пользу иностранных разведок». 7 октября 1937 года приговорён за контрреволюционную деятельность, организацию террористических актов в контрреволюционных целях и шпионаж (ст. 58, п.п. 6, 8, 10 ч. 1 УК РСФСР) к высшей мере наказания. Расстрелян в тот же день. Реабилитирован по определению Военной коллегии Верховного Суда СССР от 7 июля 1956 года (официальная справка ФСБ РФ № 10/А-3814 от 08.09.2009 года). Восстановлен посмертно в Союзе писателей.. После реабилитации книги Бухова стали издавать в СССР изредка, следующее издание появилось в 1959 году.
Место захоронения — территория Московского крематория (Новое Донское кладбище).

## Массовая культура
По рассказу А. Бухова был поставлен мультфильм «Наваждение Родамуса Кверка» (1983).